# Капітанівка (Березівський район)
Капіта́нівка — село Курісовської сільської громади Березівського району Одеської області в Україні. Населення становить 102 осіб.

## Населення
Згідно з переписом УРСР 1989 року чисельність наявного населення села становила 185 осіб, з яких 81 чоловік та 104 жінки.
За переписом населення України 2001 року в селі мешкали 102 особи.

### Мова
Розподіл населення за рідною мовою за даними перепису 2001 року:
| Мова       | Відсоток |
| ---------- | -------- |
| українська | 99,02 %  |
| російська  | 0,98 %   |